# Шварц-Пипан, Доминика
Доминика Шварц-Пипан (словен. Dominika Švarc Pipan, в девичестве Шварц; род. 9 июля 1978, Словень-Градец, Югославия) — словенский юрист, политический и государственный деятель. Заместитель председателя партии Социал-демократов. Министр юстиции Словении с 1 июня 2022 года.

## Биография
Родилась 9 июля 1978 года в городе Словень-Градец в СФРЮ.
Окончила юридический факультет Люблянского университета, затем получила степень магистра международного публичного права в Лондонской школе экономики, докторскую степень по политологии в Люблянском университете.
С 2007 года являлась научным сотрудником Центра передового опыта в борьбе с терроризмом НАТО (Centre of Excellence Defence Against Terrorism, COE-DAT) в Анкаре. В 2010—2014 годах — младший сотрудник в Международном суде ООН, помогала судьям Джулии Себутинде и Ауну аль-Хасауне. В 2014—2016 годах — сотрудник Канцелярии Обвинителя Международного трибунала по бывшей Югославии (МТБЮ) и помощником советника по апелляциям в Канцелярии Обвинителя Международного остаточного механизма для уголовных трибуналов (МОМУТ). С 2016 года преподавала в Американском университете в Боснии и Герцеговине, где была деканом юридического факультета и доцентом международного права. Являлась вице-президентом по планированию и развитию Адриатического совета (Adriatic Council) в Любляне в 2018 году, аккредитованным экспертом European Center for Dispute Resolution (ECDR) в Любляне. В январе 2017 года стала старшим научным сотрудником-нерезидентом Institute for Security & Development Policy (ISDP) в Стокгольме. Являлась советником-нерезидентом юридической фирмы Drolec Sladojević.
В 2018—2020 годах — государственный секретарь в Министерстве юстиции Словении.
Находилась в отпуске по уходу за ребёнком. С сентября 2021 года руководила собственной компанией, которая занимается юридическим и бизнес-консалтингом.
1 июня 2022 года назначена министром юстиции Словении в коалиционном правительстве Роберта Голоба, сформированном по результатам парламентских выборов 24 апреля 2022 года.
Автор множества публикаций в области публичного международного права и международных отношений в известных издательствах, таких как Oxford University Press, Cambridge University Press, Routledge и Hart Publishing.
Свободно говорит на английском, сербском, боснийском и хорватском языках, хорошо говорит на немецком и испанском языках и пассивно владеет французским и нидерландским языками.

## Личная жизнь
В 2017 году вышла замуж за инженера Матица Пипана (Matic Pipan).